# Asomatognosi
Asomatognosi är en grupp av agnosier som innebär svårigheter att varsebli den egna kroppen och dess funktioner. 

## Sjukdomsbild
Asomatognosi påverkar det somatosensoriska sinnet som rör bland annat känsel, smärta och skillnader i temperatur. Till asomatognosi räknar man anosognosi, en omedvetenhet om eller förnekelse av ett sjukdomstillstånd, anosodiafori, en likgiltighet inför ett sjukdomstillstånd, autopagnosi, en oförmåga att lokalisera och benämna kroppsdelar och smärtasymboli, som innebär att patienten saknar normala reaktioner på smärtsamma upplevelser, som till exempel att reflexmässigt dra åt sig en hand som har bränt sig på en varm kokplatta. 
Asomatognosi kan påverka den ena eller båda sidorna av kroppen. Då den vanligaste orsaken till de olika tillstånden är skador på den högra hjässloben (högra parietalloben) är det oftast de vänstra delarna av kroppen som drabbats då de styrs av den högra hjärnhalvan. Det största undantaget är autopagnosi där de vanligaste orsakerna istället är skador på den vänstra hjässloben.
Även de olika formerna av asomatognosi kan delas in i undergrupper beroende på vilka delar av kroppen som är främst drabbade. Som exempel kan nämnas autopagnosi, där det vanligaste tillståndet är fingeragnosi, det vill säga en oförmåga att kunna varsebli och peka ut sina egna fingrar. 
Vidare skiljer sig de olika reaktionerna på ett tillstånd präglat av autopagnosi åt. Till hemiasomatognosi räknar man om patienten reagerar med likgiltighet inför den, eller de kroppsdelar som inte känns som om de tillhör kroppen, men om någon handgripligt bevisar att de faktiskt hänger samman med patienten accepterar denne detta. Om patienten förnekar allt samband med den för patienten främmande kroppsdelen eller kroppsdelarna och istället hävdar att denna eller dessa inte tillhör patienten utan någon annan, alternativt är ett djur eller en ruttnande kroppsdel kallas det istället om somatofreni. En extra allvarlig variant av somatofreni är misoplegi där ett hat mot den främmande kroppsdelen kan ta våldsamma uttryck där slag, skrik och svordomar förekommer.